# Pathfinder: Kingmaker
Pathfinder: Kingmaker ist ein isometrisches Computer-Rollenspiel, welches von Owlcat Games entwickelt wurde und von Deep Silver vertrieben wird. Es basiert auf dem 2010 erschienenen Abenteuerpfad Königsmacher des Pen-&-Paper-Rollenspiels Pathfinder von Paizo Publishing. Finanziert wurde das Spiel durch eine Crowdfunding-Kampagne 2017. Weltweite Veröffentlichung war am 25. September 2018.
Der Autor des Spiels, Chris Avellone, war u. a. bereits an den Spielen Planescape: Torment, Knights of the Old Republic II, Neverwinter Nights 2 und Pillars of Eternity beteiligt.

## Handlung
Pathfinder: Kingmaker folgt in weiten Teilen der Handlung des Abenteuerpfads. Es spielt in den Raublanden, einer Region in den Flusskönigreichen, die auf der Fantasywelt Golarion angesiedelt sind. Im Laufe des Spiels muss der Protagonist die Raublande erkunden, eine eigene Baronie gründen und diese gegebenenfalls bis zu einem Königreich ausbauen.

## Spielprinzip
Das Spiel kombiniert das Pathfinder-Regelwerk mit Spielmechaniken aus dem Spieleklassiker Baldur’s Gate. Es gibt zwei Spielphasen: pausierbare Echtzeitkämpfe in der isometrischen Perspektive und eine Bau- und Verwaltungsphase für das eigene Königreich. Zusätzlich zur Spielerfigur können im Laufe des Spiels mehrere Charaktere gefunden werden, von denen bis zu fünf den Spieler begleiten können. Alle Entscheidungen des Spielers haben direkten Einfluss auf die Entwicklung des Königreiches und auf die verfügbaren Begleiter. Das Spiel ist für eine Spieldauer von ca. 40 Stunden ausgelegt.

## Crowdfunding und Entwicklung
Das Team von Pathfinder: Kingmaker setzte sich aus langjährigen Entwicklern der MMORPGS Allods Online und Skyforge zusammen. Da das Team laut Studioleiter Oleg Shpilchevsky nach zehn Jahren eine Abwechslung suchte, beschloss man sich einer anderen Spielart des Rollenspiels zuzuwenden. Teile des Teams hatten bereits für Nival Interactive an Rage of Mages mitgewirkt. Das Team begann bereits vor dem Crowdfunding mit ersten Arbeiten an dem Spiel, benötigte die Finanzierung jedoch, um den Umfang des Spiels ausweiten zu können. Daneben diente die Kickstarter-Kampagne dem Aufbau einer Community, als Beleg für die Wirtschaftlichkeit des Projekts und um mit den Kunden in Kontakt zu kommen. Daher wurde die Kampagne umfangreich vorbereitet, weshalb der ursprüngliche Starttermin um einen Monat auf Juni 2017 verschoben wurde.
Die erforderliche Finanzierung des Basisspiels wurde von Owlcat Games mit 500.000 $ beziffert. Sollte die Finanzierung diese Schwelle überschreiten, gab es darüber hinaus die Möglichkeit, dem Basiskonzept weitere Inhalte hinzufügen. Insgesamt kamen 909.057 $ von über 18.000 Unterstützern zusammen. Die einzelnen Ziele des Crowdfundings waren:
- 500.000$ Basisspiel
- 550.000$ Camping-Modus
- 600.000$ Magus (weitere spielbare Charakterklasse)
- 700.000$ Weiterer Spielabschnitt (Auflösung von Geheimnissen aus dem Pen-&-Paper-Rollenspiel)
- 800.000$ Drei weitere Archetypen für die Charaktererstellung
- 900.000$ Einen weiteren Begleiter im Spiel
- 1.000.000$ Eine weitere spielbare Rasse

Alexander Mishulin als verantwortlicher Direktor und Alexey Drobyshevsky als Chefprogrammierer waren Hauptverantwortliche für die Entstehung von Pathfinder: Kingmaker. Als Referenz für das Design diente dabei immer das 1998 erschienene Baldur’s Gate von BioWare. Ein Schwerpunkt sollte auf dem Design der Begleitfiguren und der Erzählung liegen, für die das Team einen erfahrenen Narrative Designer suchte. Hierfür konnte Chris Avellone, langjähriger Mitarbeiter bei den Black Isle Studios und Mitbegründer des Entwicklungsstudios Obsidian Entertainment, gewonnen werden. Im Fokus sollten auch die Reaktionen der Spielwelt auf die Handlungen des Spielers stehen. Den Vertrieb übernahm Deep Silver.

## Rezeption
Pathfinder: Kingmaker erhielt gemischte Kritiken (Metacritic: 73 von 100).

„Das hier ist ein Spiel für Retro-Liebhaber, die gerne viel lesen, komplexe Spielmechaniken in sich aufsaugen, Werte vergleichen und ihren Kühlschrank in Form von Excel-Tabellen organisieren. Gehört ihr dazu (oder wollt ihr herausfinden, ob ihr dazugehört), dann bitte: Der Hirschkönig wartet!“

„Wenn wir von Bugs verschont bleiben, ist Pathfinder: Kingmaker mit seinem epischen Umfang nichts weniger als der Erbe von Baldur’s Gate.“

“All-told, Kingmaker isn't a stellar outing, hampered by a litany of small issues, balancing, and the gargantuan knowledge base you'll need to play most effectively. But, for those with the patience, the rewards are well worth the investment.”

„Alles in allem ist Kingmaker kein herausragender Ausflug, gehandicapt durch eine Unmenge an kleineren Problemen, dem Balancing und einer gigantischen Wissensbasis, die man für eine möglichst effiziente Spielweise benötigt. Aber für alle mit ausreichender Geduld ist es ein lohnenswertes Investment.“

Neben Programmfehlern wurde die Angemessenheit des Schwierigkeitsgrads kritisch reflektiert. Viele Spielerwertungen unmittelbar nach der Veröffentlichung klagten über einen zu hohen Schwierigkeitsgrad und unfaire Spielgestaltung. Benjamin Danneberg von der Gamestar führte dies allerdings auf das zugrundeliegende Regelwerk zurück, an dem sich die Entwickler sehr stark orientierten und das er als sehr komplex bezeichnete. Diese Komplexität sei gerade für Neulinge wegen unzureichender Hilfestellungen nicht immer leicht zu durchschauen und erfordere sehr viel Einarbeitung. Spieler mit Vorkenntnissen aus Spielen wie Baldur’s Gate oder Neverwinter Nights hätten dagegen wenig Umstellungsprobleme.